# Uvularija
Uvularija (lat. Uvularia), biljni rod trajnica iz porodice mrazovčevki, smješten u tribus Uvularieae. Postoji pet priznatih vrsta koje rastu po istočnim predjelima Sjeverne Amerike, od Hudsonog zaljeva na sjeveru, do Meksičkog zaljeva na jugu.

## Vrste
1. Uvularia floridana Chapm.
2. Uvularia grandiflora Sm.
3. Uvularia perfoliata L.
4. Uvularia puberula Michx.
5. Uvularia sessilifolia L.

## Sinonimi
- Oakesia S.Watson
- Oakesiella Small
- Uffenbachia Heist. ex Fabr.